# Mistrovství světa v atletice 2011 – Muži 1500 metrů
 Běh na 1500 metrů mužů na Mistrovství světa v atletice 2011 se uskutečnil ve dnech 30. srpna, 1. a 3. září. Ve finálovém běhu zvítězil reprezentant Keni Asbel Kipruto Kiprop v čase 3:35,69. Na druhém místě se umístil jeho krajan Silas Kiplagat a na třetím Američan Matthew Centrowitz.

## Výsledky finálového běhu
| *                | jméno                | země        | čas     |
| ---------------- | -------------------- | ----------- | ------- |
| Zlatá medaile    | Asbel Kipruto Kiprop | Keňa        | 3:35,69 |
| Stříbrná medaile | Silas Kiplagat       | Keňa        | 3:35,92 |
| Bronzová medaile | Matthew Centrowitz   | USA         | 3:36,08 |
| 4                | Manuel Olmedo        | Španělsko   | 3:36,33 |
| 5                | Abdalaati Iguider    | Maroko      | 3:36,56 |
| 6                | Mohamed Moustaoui    | Maroko      | 3:36,80 |
| 7                | Mekonnen Gebremedhin | Etiopie     | 3:36,81 |
| 8                | Eduar Villanueva     | Venezuela   | 3:37,31 |
| 9                | Mehdi Baala          | Francie     | 3:37,46 |
| 10               | Ciaran O'Lionaird    | Irsko       | 3:37,81 |
| 11               | Tarek Boukensa       | Alžírsko    | 3:38,05 |
| 12               | Nick Willis          | Nový Zéland | 3:38,69 |